# Maksymilian Pingot
Maksymilian Pingot (Konin, 1º aprile 2003) è un calciatore polacco, difensore del Lech Poznań.

## Carriera
Cresciuto nel Lech Poznań, a partire dal febbraio 2022 è stato inserito nella rosa della prima squadra, con cui ha esordito il 12 luglio, in occasione della Supercoppa di Polonia persa per 0-2 contro il Raków Częstochowa. Il 2 gennaio 2023 viene ceduto in prestito all'Odra Opole; rientrato al Lech, il 5 dicembre prolunga con i biancoblù fino al 2028 e l'8 gennaio 2024 passa a titolo temporaneo allo Stal Mielec Il 24 maggio 2025 vince il primo titolo in carriera, conquistando il campionato con il Lech Poznań.

## Statistiche

### Presenze e reti nei club
Statistiche aggiornate al 25 maggio 2025.
| Stagione           | Squadra            | Campionato         | Campionato | Campionato | Coppe nazionali | Coppe nazionali | Coppe nazionali | Coppe continentali | Coppe continentali | Coppe continentali | Altre coppe | Altre coppe | Altre coppe | Totale | Totale | Totale |
| Stagione           | Squadra            | Comp               | Pres       | Reti       | Comp            | Pres            | Reti            | Comp               | Pres               | Reti               | Comp        | Pres        | Reti        | Pres   | Reti   |        |
| ------------------ | ------------------ | ------------------ | ---------- | ---------- | --------------- | --------------- | --------------- | ------------------ | ------------------ | ------------------ | ----------- | ----------- | ----------- | ------ | ------ | ------ |
| 2022-gen. 2023     | Lech Poznań        | EK                 | 5          | 0          | CP              | 1               | 0               | UCL+UECL           | 0+3                | 0                  | SP          | 1           | 0           | 10     | 0      |        |
| gen.-giu. 2023     | Odra Opole         | 1L                 | 11         | 0          | CP              | -               | -               | -                  | -                  | -                  | -           | -           | -           | 11     | 0      |        |
| 2023-gen. 2024     | Lech Poznań        | EK                 | 2          | 0          | CP              | 1               | 0               | UECL               | 1                  | 0                  | -           | -           | -           | 4      | 0      |        |
| gen.-giu. 2024     | Stal Mielec        | EK                 | 13         | 0          | CP              | -               | -               | -                  | -                  | -                  | -           | -           | -           | 13     | 0      |        |
| 2024-2025          | Lech Poznań        | EK                 | 7          | 0          | CP              | 1               | 0               | -                  | -                  | -                  | -           | -           | -           | 8      | 0      |        |
| Totale Lech Poznań | Totale Lech Poznań | Totale Lech Poznań | 14         | 0          |                 | 3               | 0               |                    | 4                  | 0                  |             | 1           | 0           | 22     | 0      |        |
| Totale carriera    | Totale carriera    | Totale carriera    | 38         | 0          |                 | 3               | 0               |                    | 4                  | 0                  |             | 1           | 0           | 46     | 0      |        |

## Palmarès

### Club

#### Competizioni nazionali
- Campionato polacco: 1

Lech Poznań: 2024-2025